# 篠田英朗
篠田 英朗（しのだ ひであき、1968年 - ）は、日本の国際政治学者、平和学者。東京外国語大学大学院総合国際学研究院教授。専門は国際政治学、国際関係論、平和構築論。学位は、Ph.D.（ロンドン・スクール・オブ・エコノミクス）。
東京外国語大学大学院総合国際学研究院教授として、学部では国際社会学部を、大学院では総合国際学研究院のPeace and Conflict Studies Course／国際協力専攻を担当。国際連合などによる平和構築の政策から、国際社会の理論までの研究を手掛ける。

## 経歴
神奈川県出身。父は弁護士。神奈川県立多摩高等学校、早稲田大学政治経済学部卒業。早稲田大学大学院政治学研究科に進み、在学中にカンボジアでの選挙監視団の一員として国連PKOボランティアへ参加した。1993年修士課程修了後、1998年、ロンドン・スクール・オブ・エコノミクス（LSE）より国際関係学に於いてPh.D.を取得する。
広島大学平和科学研究センター助手、同助教授、同准教授を経て、2013年から現職。その間、ケンブリッジ大学客員研究員（2001年）、コロンビア大学客員研究員（2002年から2003年まで）、国際刑事裁判所（ICC）客員専門家（2017年）を務めた。また2007年から2024年3月まで17年間にわたり実施団体広島平和構築人材育成センター（HPC）の代表として、外務省委託「平和構築人材育成事業」の運営責任者を務めた。

## 主張

### 憲法学
本来の憲法九条は、国際法遵守を宣言したものであり、二項「戦力（war potential）」は不戦条約・国連憲章遵守を謳う一項の「戦争（war）」放棄に対応しているため自衛隊は該当せず、「交戦権」の否認は、戦時中の日本に存在した特殊概念を採用して国際法を蹂躙しないことを誓った規定であるため、憲法九条が国際法遵守以上に課している制約はない、とする。
東大法学部系の憲法学者を批判し、具体的な人物では宮沢俊義、芦部信喜、長谷部恭男、石川健治、木村草太などを批判している。

…憲法学者たちのコミュニティは、他の学科と比べても際立って東大法学部を頂点とするピラミッド型の権力構造が顕著だ。たとえば2015年安保法制をめぐっては、多くの国際政治学者や国際法学者が合憲と考えた。その一方で、多数の憲法学者が違憲論を展開したが、中心的な役割を担ったのは東大法学部出身の憲法学者たちであった。違憲とは言えない、という立場をとった少数の憲法学者は、ことごとく非東大系の憲法学者であった。—『ほんとうの憲法』序文（2017年）
『ほんとうの憲法』（2017年）では、戦後日本憲法学を「抵抗の憲法学」と表現し、国際法と敵対する「国際化への抵抗」、（篠田の表現では「幻」に過ぎない）統治権説に立つ「英米法への抵抗」、歴史の物語を取り繕う「押し付け憲法論」の三つの抵抗を指摘した。

### 平和構築・紛争解決
2021年に起きたミャンマー国軍によるクーデターに対する日本政府の国軍寄りな姿勢を厳しく批判している。

## 受賞歴
- 平成15年（2003年） - 第3回大佛次郎論壇賞『平和構築と法の支配』
- 平成24年（2012年） - 第34回サントリー学芸賞『「国家主権」という思想』
- 平成29年（2017年） - 第18回読売・吉野作造賞『集団的自衛権の思想史』

## 著作

### 単著
- 『日の丸とボランティア――24歳のカンボジアPKO要員』文藝春秋、1994年。ISBN 978-4163485409。
- 『Re-examingin Sovereignty: From Classical Theory to the Global Age』Macmillan, 2000. ISBN 978-0312230913.（中国語訳版、2004年）
- 『平和構築と法の支配――国際平和活動の理論的・機能的分析』創文社、2003年。ISBN 978-4423710562。（韓国語訳版、2008年）
- 『国際社会の秩序』東京大学出版会、2007年。ISBN 978-4130342513。
- 『『国家主権』という思想』勁草書房、2012年。ISBN 978-4326351602。
- 『平和構築入門―その思想と方法を問いなおす』ちくま新書、2013年。ISBN 978-4480067418。
- 『国際紛争を読み解く五つの視座 現代世界の「戦争の構造」』講談社選書メチエ、2015年。ISBN 978-4062586177。
- 『集団的自衛権の思想史――憲法九条と日米安保』風行社、2016年。ISBN 978-4862581044。
- 『ほんとうの憲法――戦後日本憲法学批判』ちくま新書、2017年。ISBN 978-4480069788。
- 『憲法学の病』新潮新書、2019年。ISBN 978-4106108228。
- 『はじめての憲法』ちくまプリマー新書、2019年。ISBN 978-4480683670。
- 『紛争解決ってなんだろう』ちくまプリマー新書、2021年。ISBN 978-4480683939。
- 『パートナーシップ国際平和活動―変動する国際社会と紛争解決』勁草書房、2021年。ISBN  978-4326303045
- 『集団的自衛権で日本は守られる―なぜ「合憲」なのか』PHP研究所、2022年。ISBN 978-4569853413
- 『戦争の地政学』講談社現代新書、2023年。ISBN 978-4065312834
- 『Partnership Peace Operations: UN and Regional Organizations in Multiple Layers of International Security』(Routledge, 2024)。ISBN 978-1138304772
- 『地政学理論で読む多極化する世界：トランプとBRICSの挑戦』かや書房、2025年。ISBN 978-4910364858。

### 編著
- Ethics and International Relations, edited with Hakan Seckinelgin (London: Palgrave, 2001), pp. 212.
- 『紛争と人間の安全保障：新しい平和構築のアプローチを求めて』上杉勇司共編（国際書院、2005年6月）
- 『不安を煽りたい人たち』上念司共著（WAC、2020年11月）
- The Impacts of the Russo-Ukrainian War: Theoretical and Practical Explorations of Policy Agendas for Peace in Ukraine, edited with Pavlo Fedorchenko-Kutuyev (Springer, 2025), pp. 121.

### 英文著作
- Re-examining Sovereignty: from Classical Theory to the Global Age, Macmillan, 2000.
- Ethics and International Relations, co-edited with Hakan Seckinelgin, Palgrave, 2001. 共著
- Partnership Peace Operations: UN and Regional Organizations in Multiple Layers of International Security, Routledge, 2024.
- The Impacts of the Russo-Ukrainian War: Theoretical and Practical Explorations of Policy Agendas for Peace in Ukraine, edited with Pavlo Fedorchenko-Kutuyev, Springer, 2025.共著